# Климов, Михаил Трофимович
Михаил Трофимович Климов (род. 30 января 1929, Михайловичи, Оршанский округ) — Герой Социалистического Труда (1976), Заслуженный учитель рабочей молодежи БССР (1978).

## Биография
В 1945 году пришел работать на Оршанский льнокомбинат. Окончил ремесленное училище. После училища трудился слесарем, затем бригадиром ремонтников прядильных машин. Специалист в области технического обслуживания и ремонта оборудования прядильного производства.
С 1960 г. работал помощником мастера Оршанского льнокомбината. В мае 1970 г. получил право выпустить первый «льняной миллиард» ткани. Активно занимался рационализаторством. Только за 9-ю пятилетку внедрил на своем участке 29 рационализаторских предложений.
Звание Героя Социалистического Труда присвоено в 1976 году за успехи в выполнении планов 9-й пятилетки, творческий вклад в увеличение производства товаров народного потребления и повышение их качества. За годы работы на комбинате Климов обучил профессии помощника мастера 27 молодых рабочих. Многие годы преподавал в профессионально-техническом училище № 45 — помогал готовить кадры для родного предприятия. Заслуженный учитель рабочей молодежи БССР (1978).

## Награды
- Орден «Серп и Молот»;
- Два ордена Ленина;
- Медали.

## Память
В его честь на аллее Героев Советского Союза и Социалистического Труда в г. Горки Могилёвской области установлен памятный знак.